# Olympische Sommerspiele 2012/Schießen – Skeet (Männer)
Der Wettbewerb Skeet der Männer bei den Olympischen Spielen 2012 in London wurde am 30. und 31. Juli 2012 in den Royal Artillery Barracks ausgetragen. 36 Schützen nahmen daran teil. 
Der Wettbewerb fand in zwei Runden statt, einer Qualifikations- und einer Finalrunde. In der Qualifikationsrunde hatte jeder Schütze fünf Serien à 25 Schüsse abzugeben. Jeder Treffer ergab einen Punkt. Die sechs besten Schützen qualifizierten sich für das Finale. Im Finale wurde eine weitere Serie mit 25 Schüssen durchgeführt. Auch hier ergab jeder Treffer einen Punkt.
Die für das Finale qualifizierten Schützen sind hellgrün unterlegt.

## Titelträger
| Olympiasieger | Vincent Hancock ( Vereinigte Staaten) | Peking 2008              |
| Weltmeister   | Juan José Aramburu ( Spanien)         | Skeet-WM 2011 in Belgrad |

## Bestehende Rekorde
| Weltrekord Qualifikation         | Vincent Hancock ( Vereinigte Staaten)                          | 125                           | Lonato, Italien             | 14. Juni 2007   |
| Olympischer Rekord Qualifikation | Vincent Hancock ( Vereinigte Staaten)                          | 121                           | Peking, Volksrepublik China | 16. August 2008 |
| Weltrekord Finale                | Vincent Hancock ( Vereinigte Staaten)                          | 150 (125 + 25)                | Lonato, Italien             | 14. Juni 2007   |
| Olympischer Rekord Finale        | Vincent Hancock ( Vereinigte Staaten) Tore Brovold ( Norwegen) | 145 (121 + 24) 145 (120 + 25) | Peking, Volksrepublik China | 16. August 2008 |

## Qualifikation
| Platz | Schütze                  | Nation                       | Serie 1 | Serie 2 | Serie 3 | Serie 4 | Serie 5 | Gesamtpunkte | Anmerkung |
| ----- | ------------------------ | ---------------------------- | ------- | ------- | ------- | ------- | ------- | ------------ | --------- |
| 1     | Vincent Hancock          | Vereinigte Staaten           | 25      | 24      | 25      | 24      | 25      | 123          | OR        |
| 2     | Anders Golding           | Dänemark                     | 24      | 23      | 25      | 25      | 25      | 122          |           |
| 3     | Waleri Schomin           | Russland                     | 23      | 24      | 24      | 25      | 25      | 121          |           |
| 4     | Nasser Al-Attiyah        | Katar                        | 25      | 23      | 24      | 24      | 25      | 121          |           |
| 5     | Luigi Lodde              | Italien                      | 21      | 25      | 24      | 25      | 25      | 120          |           |
| 6     | Jan Sychra               | Tschechien                   | 23      | 23      | 25      | 24      | 25      | 120          |           |
| 7     | Marcus Svensson          | Schweden                     | 22      | 24      | 24      | 24      | 25      | 119          |           |
| 8     | Frank Thompson           | Vereinigte Staaten           | 24      | 23      | 24      | 23      | 25      | 119          |           |
| 9     | Nikolaos Mavrommatis     | Griechenland                 | 23      | 25      | 23      | 24      | 24      | 119          |           |
| 10    | Ralf Buchheim            | Deutschland                  | 23      | 21      | 24      | 25      | 25      | 118          |           |
| 11    | Georgios Achilleos       | Zypern                       | 23      | 22      | 24      | 24      | 25      | 118          |           |
| 12    | Richard Brickell         | Großbritannien               | 24      | 22      | 23      | 25      | 24      | 118          |           |
| 13    | Saeed al-Maktoum         | Vereinigte Arabische Emirate | 21      | 24      | 25      | 24      | 24      | 118          |           |
| 14    | Ennio Falco              | Italien                      | 24      | 23      | 24      | 23      | 24      | 118          |           |
| 15    | Stefan Nilsson           | Schweden                     | 22      | 25      | 25      | 22      | 24      | 118          |           |
| 16    | Rory Warlow              | Großbritannien               | 24      | 24      | 22      | 25      | 23      | 118          |           |
| 17    | Anthony Terras           | Frankreich                   | 21      | 24      | 24      | 25      | 23      | 117          |           |
| 18    | Mostafa Hamdy            | Ägypten                      | 23      | 25      | 22      | 24      | 23      | 117          |           |
| 19    | Jakub Tomeček            | Tschechien                   | 24      | 23      | 23      | 25      | 22      | 117          |           |
| 20    | Keith Ferguson           | Australien                   | 23      | 22      | 23      | 22      | 24      | 116          |           |
| 21    | Abdullah al-Rashidi      | Kuwait                       | 23      | 24      | 24      | 21      | 24      | 116          |           |
| 22    | Andonakis Andreou        | Zypern                       | 22      | 23      | 23      | 24      | 23      | 115          |           |
| 23    | Juan José Aramburu       | Spanien                      | 23      | 22      | 24      | 24      | 22      | 115          |           |
| 24    | Javier Rodríguez         | Mexiko                       | 23      | 22      | 23      | 22      | 24      | 114          |           |
| 25    | Efthimios Mitas          | Griechenland                 | 22      | 24      | 23      | 22      | 23      | 114          |           |
| 26    | Jesper Hansen            | Dänemark                     | 22      | 22      | 24      | 24      | 21      | 113          |           |
| 27    | Tore Brovold             | Norwegen                     | 22      | 25      | 22      | 24      | 20      | 113          |           |
| 28    | Khurram Inam             | Pakistan                     | 21      | 23      | 23      | 20      | 25      | 112          |           |
| 29    | Majed al-Tamimi          | Saudi-Arabien                | 23      | 18      | 20      | 25      | 21      | 111          |           |
| 30    | Guillermo Alfredo Torres | Kuba                         | 20      | 21      | 25      | 22      | 22      | 110          |           |
| 31    | Paul Brian Rosario       | Philippinen                  | 22      | 19      | 25      | 22      | 24      | 109          |           |
| 32    | Nicolas Pacheco Espinosa | Peru                         | 21      | 21      | 21      | 22      | 24      | 109          |           |
| 33    | Clive Barton             | Australien                   | 20      | 22      | 25      | 21      | 21      | 109          |           |
| 34    | Fabio Ramella            | Schweiz                      | 21      | 23      | 22      | 23      | 20      | 109          |           |
| 35    | Cho Yong-seong           | Südkorea                     | 24      | 21      | 23      | 22      | 19      | 109          |           |
| 36    | Azmy Mehelba             | Ägypten                      | 21      | 19      | 24      | 24      | 20      | 108          |           |

## Finale
| Platz | Schütze           | Nation             | Qualifikation | Finalpunkte | Gesamt | Stechen | Anmerkung |
| ----- | ----------------- | ------------------ | ------------- | ----------- | ------ | ------- | --------- |
| 1     | Vincent Hancock   | Vereinigte Staaten | 123           | 25          | 148    |         | OR        |
| 2     | Anders Golding    | Dänemark           | 122           | 24          | 146    |         |           |
| 3     | Nasser Al-Attiyah | Katar              | 121           | 23          | 144    | 6       |           |
| 4     | Waleri Schomin    | Russland           | 121           | 23          | 144    | 5       |           |
| 5     | Luigi Lodde       | Italien            | 120           | 23          | 143    |         |           |
| 6     | Jan Sychra        | Tschechien         | 120           | 23          | 143    |         |           |

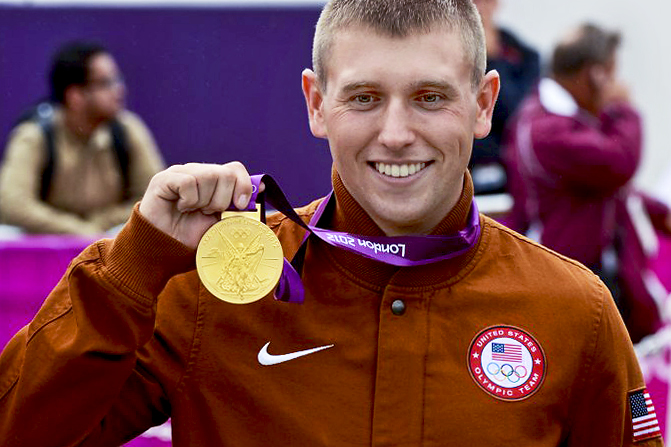
Olympiasieger Vincent Hancock (USA)

Vincent Hancock ist der erste Olympiasieger im Doppeltrap, der seinen Titel verteidigen kann.

Anders Golding gewinnt die erste dänische und Nasser Al-Attiyah die erste Medaille für Katar in dieser Disziplin. Al-Attiyahs Bronzemedaille war gleichzeitig die erste Medaille für Katar im olympischen Schießsport.

Al-Attiyah ist ein erfolgreicher Rallyefahrer, der die Rallye Dakar 2011 gewann.